# Euagrus mexicanus
Euagrus mexicanus är en spindelart som beskrevs av Anton Ausserer 1875. Euagrus mexicanus ingår i släktet Euagrus och familjen Dipluridae. Inga underarter finns listade i Catalogue of Life.